# Takács József (zenész)
Takács József, becenevén Jozzy (Vác, 1980. július 17.) magyar gitáros, a Behinia, a Fonogram díjas Wendigo és Leander Rising progresszív metal együttesek egykori tagja, illetve a fúziós zenét játszó String Theory alapítója, frontembere.

## Diszkográfia
Behinia
- Kazo (2001)

Wendigo
- Disconnected (EP, 2004)
- Let It Out (2006)
- Audio Leash (2009)

Phoenix Files
- Scars for Sale (EP)

Leander Rising
- Szívidomár (2012)
- Öngyötrő (2014)

The Hellfreaks
- God on the Run (2020)
- Pitch Black Sunset (2023)

Live Life Hard
- Ez a szemét (EP, 2023)
- Négy fal közt (EP, 2023)

Toxic Twins Project
- Poisoned by Music (2023)